# Fresnillo de las Dueñas
Fresnillo de las Dueñas ist ein Ort und eine zur bevölkerungsarmen Serranía Celtibérica gehörende Gemeinde (municipio) mit 693 Einwohnern (Stand: 2024) im Norden der Provinz Burgos in der Autonomen Gemeinschaft Kastilien und León.

## Lage und Klima
Fresnillo de las Dueñas liegt in der Kastilischen Hochebene (meseta) ca. 85 km (Fahrtstrecke) südlich der Provinzhauptstadt Burgos in einer Höhe von ca. 800 m am Río Duero. Die Autobahn A-11 kreuzt hier mit der Nationalstraße N-122. Die Stadt Aranda de Duero befindet sich etwa fünf Kilometer nordwestlich. Das Klima ist gemäßigt bis warm; Regen (ca. 515 mm/Jahr) fällt übers Jahr verteilt.

## Bevölkerungsentwicklung
| Jahr      | 1900 | 1910 | 1920 | 1930 | 1940 | 1950 | 1960 | 1970 | 1981 | 1991 | 2001 | 2011 | 2021 |
| Einwohner | 607  | 655  | 683  | 637  | 638  | 629  | 530  | 475  | 396  | 302  | 316  | 517  | 677  |

## Sehenswürdigkeiten
- Die Iglesia de la Natividad de Nuestra Señora ist der Geburt Mariens geweiht; sie wurde ab 1517 erbaut

## Persönlichkeiten
- Ángel García de Diego (* 30. Mai 1930), Kunstmaler, Kopist